# 浮原島
浮原島（うきばるじま、うきばるしま）は、沖縄諸島の一部をなす与勝諸島の無人島で、沖縄県うるま市に属する。

## 地理
面積0.30平方キロメートル、周囲2.22キロメートル、最高標高12メートルの無人島である。沖縄本島中部の東部海岸に突出する勝連半島の東約7キロメートル、浜比嘉島の南東約3キロメートルにあり、浮原島の南西約1.2キロメートルに南浮原島が位置する。
沖縄諸島のうち、太平洋上の与勝諸島に属する。沖縄県うるま市に属し、大字は浜比嘉島東部で構成される「比嘉」に含まれる。2005年（平成17年）4月1日のうるま市合併以前は、勝連町に属していた。
琉球石灰岩で覆われた低平な島で、周囲はサンゴ礁に取り巻かれ、特に島南西の海岸部はよく発達している。サンゴ礁上に生育する植物群落やチガヤなどの植物が見受けられ、ハブも生息している。

## 歴史
浮原島は方言で「ウチバル」というが、その周辺の各地区で浮原島の呼称が異なる。浜比嘉島の島民が漁を行うために小屋を設置した際、山がちな浜比嘉島と比較して、平坦なこの島を「浮き島」と名付けたのが由来とされる。
島内で貝塚時代後期の遺跡が発見され、土器が出土している。島の中央部にある井戸は、「一本松の川神（カーシン）」と呼ばれ、竜宮の神を崇める井泉として知られる。戦前は浜比嘉島の島民らにより耕作が行われ、数世帯の農家が暮らしていた。
周辺海域では、浜比嘉の島民以外にも糸満漁民はイカ釣り漁を行っていたが、1913年（大正2年）に、両者との間で漁業権を巡る争いが起こった。当時の浮原島の海域には600人以上の糸満漁民が漁に従事していたが、彼らが浮原島で宿泊用の小屋を利用する際、浮原島の権利者である浜比嘉の住民に施設使用料を支払っていた。しかし、彼らはその使用料を払う義務は無いと主張、これに対して浜比嘉住民も糸満漁民により浮原島の植物や農作物が荒らされた経緯もあり、両者間で凶器を持って乱闘する事件にまで発展した。島尻郡長や沖縄県の役人が仲裁に入ったが収拾がつかず、その後の裁判で浜比嘉住民が勝訴し、解決したとされる。
島内に「浮原島訓練場」として訓練施設が設定されている。戦後はアメリカ軍の演習場となり、日本復帰後には米軍と自衛隊との共同訓練地となった。アメリカ海兵隊が管理・使用していた当訓練場は、1978年（昭和53年）6月に陸上自衛隊へ管理が移され、引き続き、海兵隊は一時的な利用が認められている。
1976年（昭和51年）に当時の勝連町が浮原島を観光地として企業誘致を行ったが、計画は頓挫している。